# Harpa Þorsteinsdóttir
Harpa Þorsteinsdóttir (ur. 27 czerwca 1986 w Garðabær) – islandzka piłkarka, grająca na pozycji napastnika, wielokrotna reprezentantka Islandii.

## Kariera piłkarska

### Kariera klubowa
W 2002 roku rozpoczęła swoją karierę zawodową w miejscowym klubie Stjarnan. W 2008 przeniosła się do klubu Breiðablik. W 2010 roku wróciła do Stjarnan. Po opuszczeniu sezonu 2019 w marcu 2020 roku ogłosiła zakończenie kariery.

### Kariera reprezentacyjna
9 marca 2006 roku po raz pierwszy zagrała w seniorskiej kadrze narodowej w przegranym 0:1 meczu towarzyskim z Angielkami. 11 marca 2009 strzeliła swoją pierwszą bramkę. W sumie rozegrała 67 meczów, w których strzeliła 19 goli. Wcześniej od 2002 broniła barw juniorskich i młodzieżowych reprezentacji Islandii.

## Sukcesy i odznaczenia

### Sukcesy klubowe
Stjarnan
- mistrz Islandii: 2011, 2013, 2014, 2016
- zdobywca Pucharu Islandii: 2012, 2014
- zdobywca Superpucharu Islandii: 2012, 2015

### Sukcesy indywidualne
- królowa strzelców mistrzostw Islandii: 2013 (28 goli), 2014 (27 goli), 2016 (20 goli)
- najlepsza piłkarka roku w Islandii: 2014